# Соколов Юрій Миколайович
Соколов Юрій Миколайович (14 серпня 1944, Іркутськ, СРСР — 26 січня 2021, Київ) — професор, доктор медичних наук, завідувач відділення Інтервенційної кардіології Національного наукового центру «Інститут кардіології ім. академіка М. Д. Стражеска» Національної академії медичних наук України. Провідний український вчений, автор 245 наукових праць, в тому числі 4 монографії, підготував 15 кандидатів медичних наук, член редколегій провідних наукових журналів.

## Освіта та наукова діяльність
- В 1965—1970 навчався в Іркутському державному медичному інституті.
- В 1972 р. вступив до аспірантури при кафедрі госпітальної хірургії Іркутського державного медичного інституту, в 1975 р. успішно захистив кандидатську дисертацію.
- В 1982 р. захистив докторську дисертацію в Київському НДІ клінічної та експериментальної хірургії (зараз — Національний інститут хірургії та трансплантології імені О. О. Шалімова).

## Досягнення у медицині
Вперше в Україні виконав:
- Коронарний тромболізис у пацієнта з гострим інфарктом міокарда (1991 р.)
- Коронарну ангіопластику у пацієнта з гострим інфарктом міокарда (1993 р.)
- Встановив стент в перші години інфаркту міокарда (1997 р.)[3]

За його ініціативою з 2002 року проводиться щорічний освітній курс з інтервенційної кардіології — «Київський Курс з коронарних реваскуляризацій».
З 2008 року на кафедрі кардіології і функціональної діагностики Національної Медичної Академії Післядипломної освіти ім. П. Л. Шупика ним організований півторамісячний курс з інтервенційної кардіології.

## Професійне визнання
1995 — Заслужений лікар України (1995 р.).
2001 — Почесний член Європейського товариства кардіологів (F.F.S.C.).
2010 — Член-кореспондент Національної Академії медичних наук України за спеціальністю інтервенційна кардіологія.
Орден «За заслуги» ІІІ ступеня.

## Основні наукові праці
2002 р. — «Інвазійна кардіологія і коронарна хвороба»
2009 р. — Монографія «Настанова з кардіології»
2011 р. — «Коронарна хвороба і інтервенційна кардіологія»

## Політична діяльність
Один з основних членів партії «Голос» Святослава Вакарчука. Кандидат у народні депутати на парламентських виборах 2019 року, № 35 у списку.

## Особисте життя
Жив й працював у Києві. Син — Максим Юрійович Соколов, також інтервенційний кардіолог. Донька — Наталія Юріївна Соколова, кардіолог.